# Mannschaftskader der Top 12 2010/11 (Frauen)
Die Liste der Mannschaftskader der Top 12 (Frauen) 2010/11 enthält alle Spielerinnen, die in der französischen Top 12 der Frauen 2010/11 (Schach) mindestens eine Partie gespielt haben mit ihren Einzelergebnissen. 

## Allgemeines
Insgesamt wurden 57 Spielerinnen eingesetzt, wobei fünf Vereine immer die gleichen vier Spielerinnen einsetzten, während Guingamp und Strasbourg jeweils sechs Spielerinnen einsetzten. Am erfolgreichsten waren Sophie Milliet, Pauline Guichard (beide Évry) und Kateryna Lahno (Cannes) mit je 6 Punkten (wobei Milliet und Guichard je sechs Partien spielte, Lahno sieben), Marina Roumegous (Évry) und Julie Fischer (Bischwiller) erreichten jeweils 5,5 Punkte aus 7 Partien. Von den Spielerinnen, die nur die Vorrunde spielten, waren Friederike Wohlers-Armas, Lena Armas (beide Naujac) und Mathilde Choisy (Mulhouse) mit je 4 Punkten aus 5 Partien am erfolgreichsten. Neben Milliet und Guichard erreichten mit Nathalie Franc (Montpellier) und Salomé Neuhauser (Mulhouse) zwei weitere Spielerinnen 100 %, wobei Franc drei Partien spielte, Neuhauser eine.

## Legende
Die nachstehenden Tabellen enthalten folgende Informationen:
- Nr.: Ranglistennummer
- Titel: FIDE-Titel zu Saisonbeginn (Eloliste vom Januar 2011); GM = Großmeister, IM = Internationaler Meister, FM = FIDE-Meister, WGM = Großmeister der Frauen, WIM = Internationaler Meister der Frauen, WFM = FIDE-Meister der Frauen, CM = Candidate Master, WCM = Candidate Master der Frauen
- Elo: Elo-Zahl zu Saisonbeginn (Eloliste vom Januar 2011); bei Spielerinnen ohne Elo-Zahl ist die nationale Wertung eingeklammert angegeben
- Nation: Nationalität gemäß Eloliste vom Januar 2011; FRA = Frankreich, GEO = Georgien, GER = Deutschland, LUX = Luxemburg, NED = Niederlande, ROU = Rumänien, SLO = Slowenien, SWE = Schweden, UKR = Ukraine
- G: Anzahl Gewinnpartien
- R: Anzahl Remispartien
- V: Anzahl Verlustpartien
- Pkt.: Anzahl der erreichten Punkte
- Partien: Anzahl der gespielten Partien

## Évry Grand Roque
| Nr. | Titel | Name             | Elo  | Nation | G | R | V | Pkt. | Partien |
| --- | ----- | ---------------- | ---- | ------ | - | - | - | ---- | ------- |
| 1   | IM    | Anna Musytschuk  | 2529 | SLO    | 3 | 3 | 0 | 4,5  | 6       |
| 2   | IM    | Sophie Milliet   | 2375 | FRA    | 6 | 0 | 0 | 6    | 6       |
| 3   | WIM   | Marina Roumegous | 2146 | FRA    | 4 | 3 | 0 | 5,5  | 7       |
| 4   |       | Chloe Huisman    | 1992 | FRA    | 2 | 0 | 1 | 2    | 3       |
| 5   | WIM   | Pauline Guichard | 2292 | FRA    | 6 | 0 | 0 | 6    | 6       |

## Association Cannes-Echecs
| Nr. | Titel | Name             | Elo  | Nation | G | R | V | Pkt. | Partien |
| --- | ----- | ---------------- | ---- | ------ | - | - | - | ---- | ------- |
| 1   | GM    | Kateryna Lahno   | 2518 | UKR    | 5 | 2 | 0 | 6    | 7       |
| 2   | WGM   | Maria Leconte    | 2310 | FRA    | 3 | 3 | 1 | 4,5  | 7       |
| 3   | WIM   | Marlies Bensdorp | 2269 | NED    | 4 | 2 | 1 | 5    | 7       |
| 4   |       | Mélanie Vérot    | 2117 | FRA    | 4 | 1 | 2 | 4,5  | 7       |

## Club de Montpellier Echecs
| Nr. | Titel | Name                  | Elo  | Nation | G | R | V | Pkt. | Partien |
| --- | ----- | --------------------- | ---- | ------ | - | - | - | ---- | ------- |
| 1   | WGM   | Adina-Maria Hamdouchi | 2293 | FRA    | 3 | 2 | 2 | 4    | 7       |
| 2   | WGM   | Anda Šafranska        | 2241 | FRA    | 2 | 1 | 2 | 2,5  | 5       |
| 3   | WFM   | Ellinor Frisk         | 2131 | SWE    | 5 | 0 | 2 | 5    | 7       |
| 4   |       | Nathalie Franc        | 2005 | FRA    | 3 | 0 | 0 | 3    | 3       |
| 5   |       | Christiane Piquemal   | 2053 | FRA    | 3 | 1 | 2 | 3,5  | 6       |

## Club de Bischwiller
| Nr. | Titel | Name                   | Elo  | Nation | G | R | V | Pkt. | Partien |
| --- | ----- | ---------------------- | ---- | ------ | - | - | - | ---- | ------- |
| 1   | IM    | Lela Dschawachischwili | 2438 | GEO    | 3 | 2 | 2 | 4    | 7       |
| 2   | WGM   | Nino Maisuradze        | 2272 | FRA    | 4 | 2 | 1 | 5    | 7       |
| 3   |       | Helene Bertrand        | 1896 | FRA    | 1 | 1 | 5 | 1,5  | 7       |
| 4   |       | Julie Fischer          | 1788 | FRA    | 5 | 1 | 1 | 5,5  | 7       |

## Club de L'Echiquier Naujacais
| Nr. | Titel | Name                     | Elo  | Nation | G | R | V | Pkt. | Partien |
| --- | ----- | ------------------------ | ---- | ------ | - | - | - | ---- | ------- |
| 1   |       | Lara-Maria Armas         | 1985 | FRA    | 2 | 0 | 3 | 2    | 5       |
| 2   | WFM   | Eva-Maria Zickelbein     | 2056 | GER    | 3 | 0 | 2 | 3    | 5       |
| 3   | WIM   | Friederike Wohlers-Armas | 2000 | FRA    | 4 | 0 | 1 | 4    | 5       |
| 4   |       | Lena Armas               | 1857 | FRA    | 4 | 0 | 1 | 4    | 5       |

## Club de Vandœuvre-Echecs
| Nr. | Titel | Name               | Elo  | Nation | G | R | V | Pkt. | Partien |
| --- | ----- | ------------------ | ---- | ------ | - | - | - | ---- | ------- |
| 1   | WIM   | Vita Chulivska     | 2223 | UKR    | 2 | 2 | 1 | 3    | 5       |
| 2   | WIM   | Mathilde Congiu    | 2242 | FRA    | 3 | 0 | 2 | 3    | 5       |
| 3   | WIM   | Fiona Steil-Antoni | 2118 | LUX    | 3 | 1 | 1 | 3,5  | 5       |
| 4   |       | Rebecca Klipper    | 1978 | FRA    | 3 | 0 | 2 | 3    | 5       |

## Club de Mulhouse Philidor
| Nr. | Titel | Name              | Elo  | Nation | G | R | V | Pkt. | Partien |
| --- | ----- | ----------------- | ---- | ------ | - | - | - | ---- | ------- |
| 1   | WFM   | Mathilde Choisy   | 2188 | FRA    | 3 | 2 | 0 | 4    | 5       |
| 2   |       | Salomé Neuhauser  | 2066 | FRA    | 1 | 0 | 0 | 1    | 1       |
| 3   |       | Emma Richard      | 2071 | FRA    | 1 | 2 | 2 | 2    | 5       |
| 4   | WFM   | Cécile Haussernot | 1987 | FRA    | 3 | 1 | 1 | 3,5  | 5       |
| 5   |       | Malika Sidibe     | 1868 | FRA    | 1 | 0 | 3 | 1    | 4       |

## Club de Les Tours de Haute Picardie
| Nr. | Titel | Name                 | Elo    | Nation | G | R | V | Pkt. | Partien |
| --- | ----- | -------------------- | ------ | ------ | - | - | - | ---- | ------- |
| 1   | WGM   | Elena-Luminița Cosma | 2342   | ROU    | 2 | 2 | 1 | 3    | 5       |
| 2   |       | Delphine Vinckier    | 1830   | FRA    | 2 | 0 | 3 | 2    | 5       |
| 3   |       | Aralia Pierret       | (1760) | FRA    | 1 | 0 | 4 | 1    | 5       |
| 4   |       | Marie Dagnicourt     | (1290) | FRA    | 0 | 0 | 1 | 0    | 1       |
| 5   |       | Florence Wolfangel   | 1919   | FRA    | 0 | 1 | 3 | 0,5  | 4       |

## Cercle d’Echecs de Strasbourg
| Nr. | Titel | Name            | Elo    | Nation | G | R | V | Pkt. | Partien |
| --- | ----- | --------------- | ------ | ------ | - | - | - | ---- | ------- |
| 1   | WIM   | Malina Nicoara  | 2118   | FRA    | 0 | 1 | 4 | 0,5  | 5       |
| 2   |       | Marie Boyard    | 1979   | LUX    | 1 | 0 | 2 | 1    | 3       |
| 3   |       | Monica Olguin   | (1870) | FRA    | 0 | 1 | 3 | 0,5  | 4       |
| 4   |       | Natacha Ducarme | (1390) | FRA    | 0 | 0 | 1 | 0    | 1       |
| 5   |       | Louise Roos     | 1872   | FRA    | 3 | 1 | 0 | 3,5  | 4       |
| 6   |       | Anette Busch    | (1699) | GER    | 1 | 0 | 2 | 1    | 3       |

## Club de Echiquier Guingampais
| Nr. | Titel | Name                | Elo    | Nation | G | R | V | Pkt. | Partien |
| --- | ----- | ------------------- | ------ | ------ | - | - | - | ---- | ------- |
| 1   |       | Aurelie le Diouron  | 1992   | FRA    | 0 | 1 | 4 | 0,5  | 5       |
| 2   |       | Arielle le Bail     | 1879   | FRA    | 0 | 0 | 5 | 0    | 5       |
| 3   |       | Mathilde Josse      | 1694   | FRA    | 1 | 0 | 2 | 1    | 3       |
| 4   |       | Alison le Bihan     | (1600) | FRA    | 0 | 0 | 2 | 0    | 2       |
| 5   |       | Laetitia le Chequer | (1590) | FRA    | 1 | 0 | 2 | 1    | 3       |
| 6   |       | Charline Guinard    | 1545   | FRA    | 0 | 0 | 2 | 0    | 2       |

## Cercle d'Echecs Bennwihr
| Nr. | Titel | Name                        | Elo    | Nation | G | R | V | Pkt. | Partien |
| --- | ----- | --------------------------- | ------ | ------ | - | - | - | ---- | ------- |
| 1   |       | Sarah Uhl                   | 1709   | FRA    | 0 | 0 | 3 | 0    | 3       |
| 2   |       | Aurelia Hild                | (1590) | FRA    | 0 | 1 | 3 | 0,5  | 4       |
| 3   |       | Rita Mirete                 | (1550) | FRA    | 0 | 2 | 2 | 1    | 4       |
| 4   |       | Fanny Bogen                 | 1497   | FRA    | 1 | 0 | 4 | 1    | 5       |
| 5   |       | Isabelle Kienztler-Guirlain | 2030   | FRA    | 0 | 1 | 3 | 0,5  | 4       |

## Club de J.E.E.N.
| Nr. | Titel | Name              | Elo    | Nation | G | R | V | Pkt. | Partien |
| --- | ----- | ----------------- | ------ | ------ | - | - | - | ---- | ------- |
| 1   |       | Aurelia Gatine    | 1983   | FRA    | 1 | 0 | 4 | 1    | 5       |
| 2   |       | Stephanie Chauvin | 1892   | FRA    | 0 | 2 | 3 | 1    | 5       |
| 3   |       | Claire Blangez    | (1680) | FRA    | 0 | 1 | 4 | 0,5  | 5       |
| 4   |       | Houda Onkout      | (1320) | FRA    | 0 | 0 | 5 | 0    | 5       |